# Rio Cracău
O Rio Cracău é um rio da Romênia, afluente do Bistriţa, localizado no distrito de Neamţ.